# Yarra (Schiff, 1935)
Die HMAS Yarra (II) war das zweite nach dem Yarra River benannte Schiff der Royal Australian Navy. Sie war eine Sloop der Grimsby-Klasse während des Zweiten Weltkriegs. Als Sloop bezeichnete die Royal Navy zu dieser Zeit recht langsame, vorwiegend zur U-Bootbekämpfung bestimmte Geleitschiffe. Sloops zeichneten sich gegenüber den Korvetten und Geleitzerstörern durch eine größere Reichweite aus, weshalb sie dazu prädestiniert waren, Konvois auch in entlegenen Gebieten zu begleiten.

## Geschichte

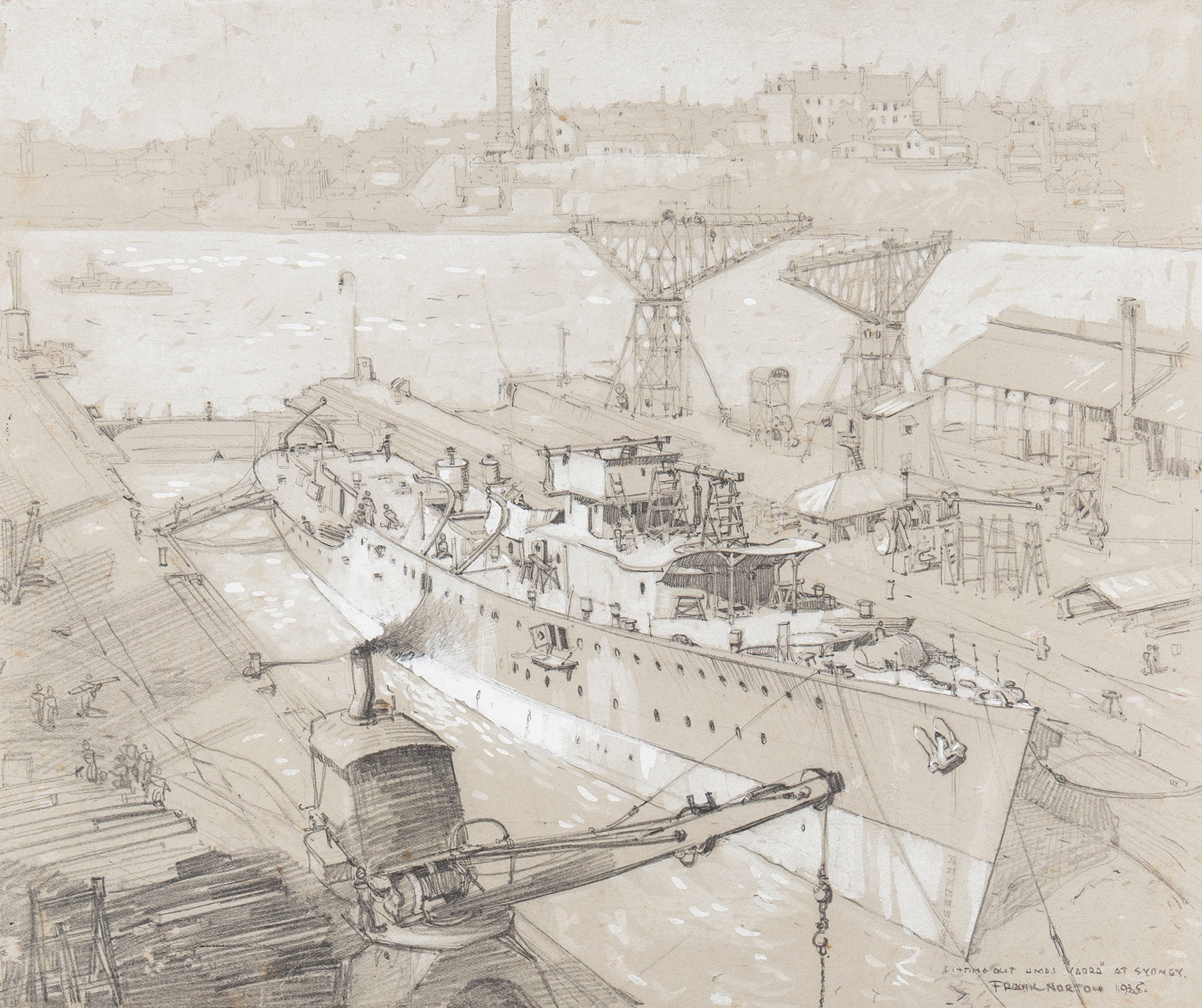
Fitting Out H.M.A.S. Yarra at Sydney (1935) – Frank Norton

Die Yarra wurde am 24. Mai 1934 in den Cockatoo Island Dockyards, Sydney auf Kiel gelegt und am 19. Dezember 1935 von der australischen Marine in Dienst gestellt. Bis zum August 1940 führte sie als Teil der 20. Minenräumflottille Geleit- und Patrouillenoperationen vor der australischen Küste durch. Von September 1940 bis März 1941 wurde sie für Geleitschutzaufgaben im Roten Meer eingesetzt. Ihren einzigen Feindkontakt hatte sie dabei am 20. Oktober, als zwei italienische Zerstörer einen Konvoi angriffen, zu dessen Geleitschutz die Yarra gehörte. Bei dem kurzen Gefecht wurde die Yarra nicht beschädigt, der Leichte Kreuzer Leander und der Zerstörer Kimberley nahmen die Verfolgung der abziehenden Italiener auf und versenkten den Zerstörer Francesco Nullo.
Von Mitte März bis April 1941 wurde die Yarra im Bombay Dockyard in Bombay überholt, danach wurde sie im Persischen Golf zur Niederschlagung des Putsches von Raschid Ali al-Gailani eingesetzt. Zwischen November und Dezember 1941 eskortierte sie Geleitzüge auf der gefährlichen Route zwischen Alexandria und der Festung Tobruk, wobei sie mehrfach deutsche Luftangriffe überstand. Am 9. Dezember 1941 wurde sie schließlich aufgrund des ausgebrochenen Krieges im Pazifik zurück nach Australien beordert.
Nach ihrer Ankunft im südostasiatischen Kriegsschauplatz Anfang Januar 1942 und Eingliederung in die ABDA-Flotte eskortierte die Yarra Konvois im Gebiet zwischen der Sundastraße und Singapur. Am 5. Februar war sie Teil des letzten Konvois, der Verstärkung in die Festung Singapur brachte. Während der japanischen Luftangriffe auf den Konvoi schoss die Yarra einen japanischen Bomber ab, jedoch brachen nach Treffern große Brände auf dem vollbeladenen Truppentransporter Empress of Asia aus. Der Yarra gelang es, 1804 Mann vom Heck des Transporters zu retten und völlig überladen Singapur zu erreichen. Im Anschluss daran schleppte sie den manövrierunfähigen Zerstörer Vendetta nach Batavia. Dort übernahm ein anderes Schiff die Schleppaufgabe, und die Yarra eskortierte den Schleppzug, bis sie am 24. Februar vom Kreuzer Adelaide abgelöst wurde.
Danach führte sie weiter Geleitaufträge durch, während die Alliierten vergeblich versuchten, Java zu halten. Als schließlich am 27. Februar der Befehl kam, die Trossschiffe der Flotte aus Batavia abzuziehen, eskortierte die Yarra zusammen mit der indischen Sloop HMIS Jumna einen Konvoi nach Tjilatjap, das sie am 2. März mittags erreichten. Dort angekommen, wurden sie jedoch von dem Befehlshaber an Land aufgrund des japanischen Vormarsches angewiesen, nicht einzulaufen. Die Jumna sollte nach Colombo laufen und die Yarra den Konvoi, bestehend aus dem Depotschiff Anking, dem Tanker Francol und dem Minensucher Nr. 51, nach Fremantle bringen. Nach anderthalb Tagen Fahrt wurde der kleine Konvoi am Morgen des 4. März 1942 um 06:30 Uhr von einem japanischen Kampfverband gefunden. Der japanische Verband bestand aus den Schweren Kreuzern  Atago, Takao und Maya sowie den Zerstörern Nowaki und Arashi. Der Kommandant der Yarra, Robert Rankin, versuchte durch einen verzweifelten Gegenangriff, das Feuer der Angreifer auf die Sloop zu ziehen, um dem Geleitzug die Möglichkeit zur Flucht zu geben. Gegen den an Feuerkraft und Geschwindigkeit weit überlegenen Feind hatte der Konvoi aber keine Chance. Gegen 8:00 Uhr waren die Yarra und alle Schiffe des Konvois versenkt. 34 Mann der Besatzung retteten sich auf zwei Rettungsflöße, aber nur 13 von ihnen lebten noch, als sie am 9. März vom niederländischen U-Boot K XI gefunden wurden.